# 198 (število)
198 (stó ósemindévetdeset) je naravno število, za katero velja 198 = 197 + 1 = 199 - 1.

## V matematiki
- sestavljeno število
- Harshadovo število
- samoštevilo
- Zumkellerjevo število.